# Marathonmann
Marathonmann ist eine 2011 gegründete Post-Hardcore-Band aus München.

## Geschichte
Marathonmann wurde im Herbst 2011 gegründet. Im Sommer 2012 erschien die EP Die Stadt gehört den Besten, deren Titelsong auf der CD-Beilage der Punkzeitschrift Ox-Fanzine erschien. Er wurde zu einem Szenehit, durch den das Label Century Media auf die Band aufmerksam wurde. Die Band absolvierte daraufhin Tourneen mit Casper, Comeback Kid und Living with Lions.
Das Debütalbum Holzschwert erschien im Frühjahr 2013 auf Century Media. Tom Mischok von Adolar, Richard Meyer von KMPFSPRT und Guido Knollmann von den Donots waren als Gastsänger beteiligt. Zur Veröffentlichung von Holzschwert ging die Band im März 2013 mit Heisskalt auf Tour, direkt anschließend als Vorgruppe von Itchy Poopzkid.
Für einen Sampler der Zeitschrift Metal Hammer nahmen sie eine Cover-Version des Motörhead-Songs Bite the Bullet auf, der auch als Bonustrack von Holzschwert bei iTunes erhältlich war.
2013 trat Gitarrist Thomas Fischer aus der Band aus und wurde durch Christian Wölk ersetzt. Ende 2013 absolvierte Marathonmann eine 17-tägige Headliner-Tour durch Deutschland, Österreich und die Schweiz. Anfang 2014 waren sie als Vorgruppe von Jennifer Rostock auf Tour. Zeitgleich erschien die EP Kein Rückzug Kein Aufgeben als Download und limitiertes 12inch Vinyl.
Das zweite Album ...und wir vergessen was vor uns liegt erschien 2014 und erreichte Platz 46 der deutschen Albumcharts. Nach dem Ausstieg von Marcel Konhäuser 2015 wurde Johannes Scheer neuer Schlagzeuger.
Im Jahr 2017 wurde das Lied Rücklauf in der deutschen Netflix-Serie Dark verwendet.
Anfang 2019 wurde angekündigt, dass die Band einen Vertrag beim Label Redfield Records unterschrieben hat und ihr Album Die Angst sitzt neben dir Mitte des Jahres erscheint.
2023 erschien das Album Maniac, auf welchen sich die Band musikalisch nochmal neu fand und ganz im Stile von 80er-Jahre-Nostalgie rund um Erfolgs-Serien wie Stranger Things ihre eigene Kindheit und Jugend im Synthesizer-Pop Gewand Revue passieren lassen.

## Stil
Die Band wird dem Genre des Post-Hardcore zugerechnet. Als wesentliche Einflüsse werden Captain Planet, Muff Potter und Turbostaat genannt. Mitunter werden auch Emocore-Elemente erkannt oder Marathonmann als Punkband eingeordnet. Auf dem 2023 erschienenen Album Maniac ändert sich der etablierte Stil der Band deutlich und wurde neben 80er-Jahre-Nostalgie-Hommage vor allem um Synthesizer-Sound erweitert und ist deutlich Pop-lastiger als die anderen Alben.

## Diskografie

### Studioalben
| Jahr | Titel Musiklabel                                    | Höchstplatzierung, Gesamtwochen, AuszeichnungChartsChartplatzierungen (Jahr, Titel, Musiklabel, Platzierungen, Wochen, Auszeichnungen, Anmerkungen) | Anmerkungen                                      |
| Jahr | Titel Musiklabel                                    | DE | Anmerkungen                                      |
| ---- | --------------------------------------------------- | --- | ------------------------------------------------ |
| 2013 | Holzschwert Century Media                           | — | Erstveröffentlichung: 22. Februar 2013           |
| 2014 | … und wir vergessen was vor uns liegt Century Media | DE46 (1 Wo.)DE | Erstveröffentlichung: 25. Juli 2014              |
| 2016 | Mein Leben gehört dir Century Media                 | DE69 (1 Wo.)DE | Erstveröffentlichung: 25. März 2015              |
| 2019 | Die Angst sitzt neben dir Century Media             | DE41 (1 Wo.)DE | Erstveröffentlichung: 19. Juli 2019              |
| 2021 | Alles auf Null Redfield Records                     | DE26 (1 Wo.)DE | Erstveröffentlichung: 9. April 2021 Akustikalbum |
| 2023 | Maniac Redfield Records                             | DE95 (1 Wo.)DE | Erstveröffentlichung: 19. Mai 2023               |

### EPs
- 2012: Die Stadt gehört den Besten (Let It Burn Records)
- 2014: Kein Rückzug, Kein Aufgeben (Century Media)
- 2017: Pro-Asyl Benefit Split (mit Radio Havanna, Redfield Records)

### Musikvideos
- 2012: Die Stadt gehört den Besten
- 2013: Holzschwert
- 2014: Wo ein Versprechen noch was wert ist
- 2014: Rücklauf
- 2016: Mein Leben gehört Dir
- 2016: Blick in die Zukunft
- 2016: Das Leben der Anderen
- 2019: Schachmatt
- 2019: Nie Genug
- 2019: Flashback
- 2020: Dein ist mein ganzes Herz 2020 (Coverversion; Original: Heinz Rudolf Kunze)
- 2020: Die Bahn
- 2021: Wir sind immer noch hier (Live-Akustik Version)
- 2023: AURYN
- 2023: Diamant
- 2023: 1985
- 2023: Alone in the Dark